# Juana de Aizpuru
 (juin 2023).
Si vous disposez d'ouvrages ou d'articles de référence ou si vous connaissez des sites web de qualité traitant du thème abordé ici, merci de compléter l'article en donnant les références utiles à sa vérifiabilité et en les liant à la section « Notes et références ».
Pour les articles homonymes, voir Aizpuru (homonymie).
Juana Domínguez Manso, connue aussi comme Juana de Aizpuru (Valladolid, 22 août 1933), est une propriétaire de galerie d'art espagnole, pionnière du collectionnisme d'art contemporain en Espagne et défenseuse de celui-ci. Elle a développé son activité principalement en Andalousie et à Madrid.
C'est elle qui a eu l'idée de la célébration de l'ARCO, la foire d'art contemporain la plus importante au niveau du pays. Elle la dirigea depuis sa création, en 1982, jusqu'en 1986. Elle a présidé l'Association Espagnole des Galeries d'Art Contemporain et elle est membre du Comité directeur de la Fédération Espagnole des Galeries d'Art. En 2003, elle a créé la Biennale Internationale d'Art Contemporain de Séville (BIACS), en étant sa première directrice.
Elle est une fille privilégiée de l'Andalousie, ce qui lui octroie la Médaille d'Or au Mérite des Beaux-Arts et elle est Chevalière des Arts et des Lettres d'Espagne.

## Biographie
Juana de Aizpuru est née à Valladolid le 22 août 1933 au sein d'une famille riche et conservatrice. Pendant son enfance, à la suite de l'ouverture d'un restaurant de luxe à Madrid par son père, elle a déménagé dans la capitale espagnole. C'est à Madrid qu'elle a commencé ses études supérieures en Philosophie et Littérature et où elle commence à s'intéresser à l'art. En 1955, âgée de 22 ans, elle s'est mariée avec Juan Aizpuru. Son mari a déménagé plus tard à Séville pour des motifs professionnels. Juana l'a alors suivi et c'est à Séville qu'ils forment leur famille en élevant trois enfants.
D'autre part, Juana de Aizpuru menait une vie en accord avec sa situation sociale élevée, ce qui a augmenté son intérêt pour le monde artistique faisant qu'elle pouvait s'impliquer lors son séjour dans la capitale andalouse dans l'environnement artistique de la ville. Elle est entrée en contact avec plusieurs cercles artistiques, dont le plus important celui de la Galerie Passerelle, et elle commence à acquérir des œuvres d'art des artistes les plus jeunes de Séville.
À ce moment-là, le centre de référence des avant-gardistes artistiques à Séville était la galerie Passerelle, qui depuis son ouverture en 1965 a été pratiquement l'unique institution où les créateurs sévillans qui cherchaient à entrer dans le monde artistique pouvaient se faire connaître. C'était un lieu où il y avait plusieurs expositions et concours, en étant un point de référence pour l'art avant-gardiste sévillan de la fin du XXe siècle. Nous devons prendre en compte la tradition académique et picturale de la ville, rendant d'autant plus difficile d'entrer dans le monde artistique sévillan en exposant de l'art contemporain.  Enfin, cette galerie s'est vu obligée à fermer ses portes en 1972 par manque de financements et de soutiens des différentes institutions. En ce qui concerne la relation de Juana de Aizpuru avec la galerie, celle-ci est devenue collaboratrice et une acheteuse habituelle des œuvres exposées. Du fait que c'était un marché inexploité de la ville, elle était une des rares collectionneuses d'art contemporain de Séville. Ce statut lui a alors permis d'établir de  bonnes relations avec les quelques artistes exposés : Carmen Laffón, Teresa Duclós ou Luis Gordillo.
En raison de la fermeture de la galerie Passerelle, Juana de Aizpuru décide alors d'ouvrir sa propre galerie d'art au 10 rue Canalejas, en 1970, pour que les créateurs avant-gardistes  continuent à avoir un lieu où pouvoir vendre leurs œuvres. Sa galerie s'appelle Juana de Aizpuru et est un espace de promotion des jeunes artistes qui dans un futur pas très lointain seraient les  porte-drapeau des dernières tendances artistiques de la ville et du pays. Sa galerie devient un foyer d'événements culturels et artistiques qui a permis de renouveler la scène culturelle sévillane. Le financement de ce projet est la preuve de son engagement et de son implication individuelle avec la promotion de nouveaux artistes, puisqu'elle a refusé toute aide externe. En effet, elle a ouvert sa galerie grâce à un prêt bancaire en son nom et avec ses propres fonds pour ainsi ne dépendre de personne.
En très de peu de temps, la galerie créée par Juana de Aizpuru a obtenu une renommée et est devenue une référence au niveau national. Ceci a aidé à l'acceptation des nouvelles tendances artistiques par la société sévillane. En plus, entre 1977 et 1983, elle a réalisé un travail d'aide et de mécénat des jeunes artistes andalous, en créant la "Bourse Juana de Aizpuru". Celle-ci consistait en un séjour d'un an à la Maison Velázquez à Madrid ainsi qu'une somme d'argent mensuelle.
Grâce au travail réalisé par Juana de Aizpuru, en Espagne, l'art contemporain a commencé à être estimé, puisque jusqu'alors il y avait peu de musées qui collectionnaient ce type d'œuvres. Un exemple de cette réalité, a été la promotion donnée à la photographie, pratique artistique totalement discréditée jusqu'alors dans le pays. Pour Juana de Aizpuru, il était impensable qu'un pays comme l'Espagne de grande tradition artistique n'embrasse pas les innovations dans ce milieu.
Tout au long des années 1970, Juana de Aizpuru s'est consacrée à voyager dans le monde pour connaître les cercles artistiques d'autres villes. Elle a visité par exemple les foires d'art contemporain de Bâle ou de Paris. Grâce à cette immersion dans le monde artistique et l'intérêt que l'art a réveillé en elle, elle s'est engagée avec l'art et les artistes avant-gardistes espagnols, se battant pour leur donner une place dans le panorama artistique international. Pour arriver à ce résultat, elle a pensé que le mieux serait de créer une foire d'art contemporain en Espagne, où les artistes pourraient se faire connaître internationalement et les tendances étrangères s'introduiraient dans le panorama national. C'est ainsi que le marché de l'art serait conçu comme un échange continu d'idées à l'échelle mondiale, Juana de Aizpuru étant une pionnière de cette idée en Espagne[réf. nécessaire].
Pour choisir le lieu, dans un premier temps, on pense à Barcelone mais la ville rejette la proposition. Ce sera en 1979 que sera proposé à l'IFEMA de faire la foire internationale à Madrid. Après quelques négociations à Séville avec Francisco Saunay, président-directeur général de l'IFEMA, et avec Adrián Piera, le président, la première édition a eu lieu en 1982 et sous le nom d'ARC, Foire Internationale d'Art Contemporain de Madrid. Elle s'est tenue lieu une fois par an. À chaque nouvelle édition, le nombre de visiteurs augmentait comme le nombre d'œuvres d'art devant le rendez-vous obligé pour les collectionneurs et les amateurs d'art. Juana de Aizpuru est surnommée par la presse en Juana d'Arc en raison de la renommée de sa foire. Depuis sa création, elle a été sa directrice, devenant alors une référence pour les galeries nationales et internationales. Elle occupe cette charge jusqu'en 1986. Après sa démission, Rosina Gómez-Baezalui succède.
Ces années ont été chargées de travail pour elle, car elle devait organiser ARC et en même temps s'occuper de sa galerie sévillane, ce qu'elle réalise en voyageant constamment entre les deux villes. En 1983, elle a ouvert une nouvelle galerie à Madrid au 44 rue Barquillo, avec laquelle elle souhaite continuer son travail de mécénat et de promotrice des nouveaux artistes. Il faut prendre en compte le contexte dans lequel évoluait la capitale, pendant les années de Transition et de la Movida madrilène. Un des objectifs fondamentaux pour le maire de Madrid, Tendre Galván, était la transformation de Madrid en une ville cosmopolite, rendant plus que bienvenues les nouvelles initiatives comme celle  de Juana de Aizpuru. Ainsi, la collectionneuse et le maire ont travaillé pendant ces années coude à coude pour la promotion d'ARC et de tout type d'activités culturelles[réf. nécessaire].
D'autre part, en 1991, elle a été élue présidente de l'Association Espagnole des Galeries d'Art Contemporain (actuellement appelée Consortium des Galeries d'Art Contemporain et fondée avec pour objectif d'atteindre des améliorations dans les conditions du marché d'art espagnol ) et membre du Comité directeur de la Fédération Espagnole des Galeries d'Art.
En rentrant en Andalousie, en 2003, elle a créé la Biennale Internationale d'Art Contemporain de Séville (BIACS), en étant sa première directrice. Pourtant, ce projet n'a pas eu beaucoup d'avenir malgré le bon accueil reçu à Séville. Son arrêt est dû au manque de financements et d'appuis des différentes institutions. Par ailleurs, en 2004, elle a fermé sa galerie sévillane, bien qu'elle n'ait jamais mis de côté la capitale andalouse. Elle s'est liée ouvertement avec la ville et, notamment, avec le quartier où elle a résidé à Séville. En plus, elle n'a pas cessé de réaliser des projets culturels dans la ville et d'enrichir le patrimoine déjà existant. Par exemple, elle a donné 26 pièces au Centre andalou d'Art contemporain, fait assez inhabituel puisque Juana de Aizpuru n'avait pas l'habitude de se séparer d'une de ses œuvres  de sa collection. En 2011, elle a été nommée « fille favorite d'Andalousie » (Hija Predilecta de Andalucía), soulignant dans sa nomination « Son travail pionnier et inconformiste[pas clair] a cassé d'innombrables moules dans l'Espagne de l'époque, en chargeant les palettes de couleurs nouvelles et de formes impossibles, en dessinant une réalité emplie de liberté et d'espoir sur les gris de ces années floues ».
Au fil des années, Juana de Aizpuru est devenue une icône de l'art avant-gardiste espagnol, en étant membre de comités internationaux ou jury de concours artistiques. Elle a également endossé le rôle de commissaire dans de nombreuses expositions en dehors de ses galeries, parmi lesquelles : 17 photographes et la mode, 17 artistes-17 autonomies ou Andalucinaciones.
Actuellement, elle continue à être une impulsatrice[pas clair] et promotrice référente fondamentale dans le développement de l'Art Contemporain espagnol. Sa galerie de Madrid est encore ouverte, et c'est de là qu'elle continue à aider en exposant des artistes actuels. Au fil des années, elle a dû s'adapter aux nouvelles circonstances. Juana de Aizpuru a redéfini la figure du collectionneur d'art en Espagne, en marquant quelques modèles à suivre.
Parmi les quelques artistes qui ont commencé leur carrière artistique avec Juana de Aizpuru, il y a  Miquel Barceló, José Manuel Broto ou Ferrán García Séville. Cependant, ceux-ci n'ont pas été les seuls, puisqu'elle a aussi travaillé avec d'autres artistes nationaux et internationaux comme les artistes du Prix National de photographie et des Beaux-Arts attribué par le Ministère de la Culture Espagnol, Cristina García Rodero, Cristina de Middel, Elena Asins, Alberto García Alix... Outre Cristina Lucas, Priscila Monge, Montserrat Soto, Tania Bruguera, Pedro Cabrita Riez, Alicia Framis, Jordi Colomer, Pierre Gonnord, Joseph Kosuth, Andrés Serrano, Philipp Fröhlich... Avec ses artistes, elle participe aux foires d'art national et international les plus prestigieuses dont celles de Frieze Art Fair (Londres et New York), Art Basel (Bâle, Suisse), Paris Photo, Art Lima, Estampa, Art Genève, etc..

## Prix et reconnaissances
Parmi tous les prix et récompenses que Juana de Aizpuru a reçu tout au long de sa vie, nous pouvons souligner les suivants :
- 1973 : Prix de la Sévillane de l'année, attribué par Radio Séville[3].
- 1988 : Prix Dédale des Arts, attribué par le Quotidien 16[3].
- 1995 : Médaille d'Or aux Beaux-Arts d'Andalousie[3].
- 1997 : Médaille d'Or au mérite des Beaux-Arts.
- 2008 : Chevalière de l'Ordre des Arts et des Lettres[6],[7],[8].
- 2011 : Fille préférée d'Andalousie (Hija Predilecta de Andalucía).
- 2014 : Prix de la reconnaissance de l'Art Contemporain, attribué par l'Association des Femmes pour les Arts Visuels[3].
- 2016 : Broche d'or, attribuée par la Maison de Valladolid[3].
- 2020 : Médaille Internationale des Arts de la Communauté de Madrid 2020.
- 2022 : Prix du concours By Invitation du Cercle Ecuestre[9].